# Repliee Q1
Repliee Q1, o più brevemente Q1, è il primo modello della gamma di androidi Actroid.
È il primo robot veramente androide, costruito da Hiroshi Ishiguro, professore dell'Università di Osaka. Q-1 è stato presentato all'Expo 2005 di Aichi.

## Caratteristiche
Repliee Q1 è la replica robotica di una donna giapponese di giovane età, molto realistica. Lei e la sua sorellina Repliee R1 (modellata sulle forme di una bambina giapponese di 5 anni) sono dotati di una certa intelligenza e sono capaci di avere un certo grado comunicatività. Uno degli obiettivi del costruttore consiste nel riuscire ad ingannare un essere umano in modo che creda, almeno per qualche minuto, di essere davanti ad un altro essere umano. Una sorta di test di Turing rivisitato.

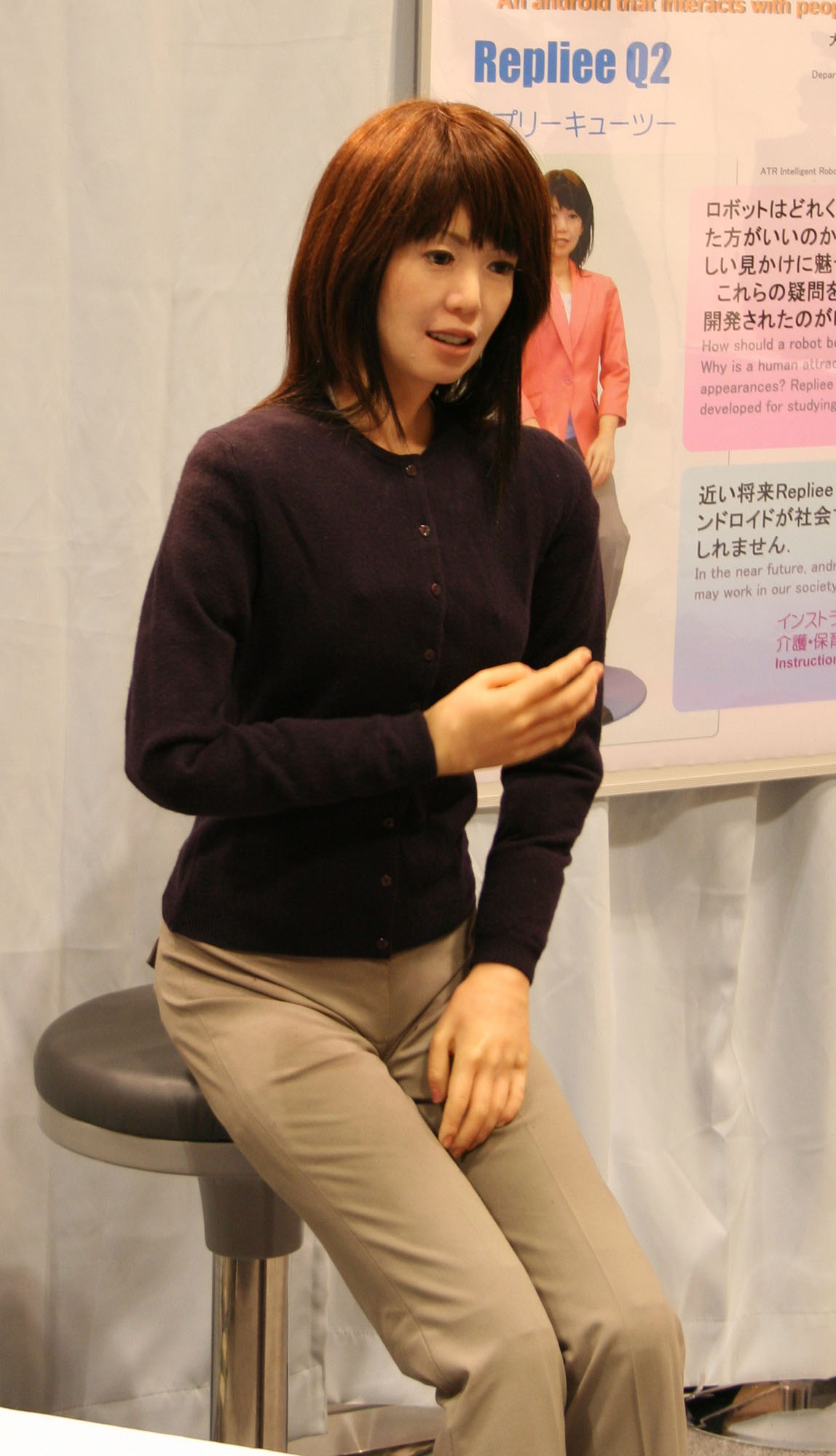
Il modello Repliee Q2

### In giapponese
- https://web.archive.org/web/20050411054122/http://www.sentanjuku.com/j04s/kousi2004-2/ishiguro.htm
- https://web.archive.org/web/20171017061227/http://www.ed.ams.eng.osaka-u.ac.jp/~ishiguro/